# M2 (ミサイル)
M2はフランス海軍が運用していた潜水艦発射弾道ミサイル(英 SLBM/仏 MSBS)。ル・ルドゥタブル級原子力潜水艦向けであり、艦には16基搭載できた。
フランスは、独自の核戦力として、潜水艦発射弾道ミサイルの開発を行っており、1971年にフランス初のSLBMとして、M1ミサイルの配備が開始された。このM1ミサイルを原型に、改良型としてM2ミサイルが開発されている。M1は2段式固体燃料ロケットであり、M2では2段目がRita IIロケットエンジンに更新・改良され、射程が伸びている。1973年に試射が開始され、1974年より配備が開始された。
弾頭は単弾頭であり、M1と同じく、MR41核分裂弾頭（ブースト付　核出力500kt）。後継となるM20ミサイルも、M2の改良型であるが、弾頭が熱核弾頭となっている。M20への更新は1977年より開始されている。

## 要目
- 全長：10.4m[1]
- 胴体直径：1.5m[1]
- 重量：20t[1]
- 射程：3,000km以上
- 弾頭：MR41核弾頭